# TEE Brabant
Il treno TEE Brabant, dal nome della regione centrale del Belgio in cui si trova la capitale, fu istituito nel 1963 per collegare Parigi e Bruxelles.
Perse la classificazione Trans Europ Express nel 1984 e la riacquistò tra il 1993 e il 1995 come treno TEE di prima e seconda classe, noto in letteratura col nome TEE Brabant (II) per distinguerlo dal predecessore.